# Муаровый узор
Муа́ровый узор (муа́р, от фр. moire, название ткани) — узор, возникающий при наложении двух периодических сетчатых рисунков. Явление обусловлено тем, что повторяющиеся элементы двух рисунков следуют с немного разной частотой и то накладываются друг на друга, то образуют промежутки.
Муаровый узор наблюдается при наложении друг на друга различных частей тюлевых занавесок.
Термин «муаровый» происходит от названия ткани муар, при изготовлении которой использовалось данное явление.
Муаровый узор возникает при цифровом фотографировании и сканировании сетчатых и других периодических изображений, если их период близок к расстоянию между светочувствительными элементами оборудования. Этот факт используется в одном из механизмов защиты денежных знаков от подделки: на купюры наносится волнообразный рисунок, который при сканировании может покрыться очень заметным узором, отличающим подделку от оригинала.

## Цифровая обработка изображений

### Возникновение муара в процессе сканирования
В повседневной жизни муар часто проявляется при сканировании изображений, напечатанных полиграфическим способом. Это происходит из-за того, что сканер повторно растрирует изображение, на котором уже есть оригинальный растр. Проще это можно представить так: если взять кальку с одним орнаментом и наложить её на кальку с тем же орнаментом, но изображённым под другим углом, то результирующий орнамент будет отличаться и от первого и от второго. Если же наложить их так, чтобы они совпадали, то первый орнамент совпадёт со вторым.
Круглые «розетки» на пересечении двух прямоугольников и результируют в искажение изображения, которое видно на первом рисунке.

### Возникновение муара в процессе растрирования
Муар также может возникнуть из-за неправильной установки углов между линиями основных цветов при растрировании. И то и другое является, фактически, интерференцией двух наборов линий растра. Различают несколько видов розеток муара, по виду которой часто можно выяснить причину муара.
В полиграфии само по себе возникновение растровой розочки не принято называть муаром (хотя это и паразитный «узор», не предусмотренный дизайнером).

### Физические основы возникновения муара
Сканирование, фактически, представляет собой модуляцию сигналов в узлах сетки сканера яркостью узлов типографского растра. В общем виде получается произведение двух модулированных синусоид (решёток) с различным периодом пространственных колебаний. Одна гармоника может иметь больший период, равный сумме периодов обеих решёток, что и вызывает муар. Вторая всегда имеет период, равный модулю разности периодов решёток и пропадает, потому что не может быть реализована при заданном разрешении сканирования.

## Краски, влияющие на муар
При печати любым набором красок наиболее интенсивная (тёмная) краска, которая имеет на большой площади значение от 30 до 70 % может давать муар. То есть если на CMYK фотографии чёрный канал не доминирует (<10—15 %), то вероятность возникновения различимого глазом муара минимальна. Таким образом можно почти не обращать внимание на жёлтый канал CMYK фотографии. Угол поворота растра между самыми проблемными каналами должен быть как можно ближе к 45°.
При печати «плашками» (то есть с заполнением >95 %) понятие «угол наклона растра» практически исчезает (даже если речь идёт о фотографии).